# Horacio Guarany
Eraclio Catalín Rodríguez Cereijo (Las Garzas, Santa Fe, 15 de mayo de 1925-Luján, Buenos Aires, 13 de enero de 2017), más conocido como Horacio Guarany, fue un cantor, compositor y escritor argentino, ganador del Premio Konex de Platino en 1985 como el cantante masculino de folklore más importante de la historia en Argentina y el Diploma al Mérito Konex en 1995.

## Biografía

### Primeros años
Su padre, José Rodríguez, era un trabajador guaraní oriundo de la provincia de Corrientes que trabajaba como hachero de la empresa británica La Forestal, y su madre, Feliciana Cereijo, era una inmigrante española nacida en León. El 15 de mayo de 1925, nació Eraclio Catalín Rodríguez Cereijo, el antepenúltimo de sus 14 hijos, cerca de Intiyaco, en el norte de la Provincia de Santa Fe, aunque fue anotado en la cercana localidad de Las Garzas. Al poco tiempo, la familia se trasladaría al barrio Alto Verde de la capital de la provincia. 
De niño gustaba de la música, del canto, y aprendió a guitarrear con el maestro Santiago Aicardi. En 1943 viajó a Buenos Aires a intentar con el canto. Vivió en una pensión, y cantaba en el barrio porteño de La Boca, en el boliche La Rueda, sobreviviendo. Guarany también trabajó luego embarcado de cocinero, y también como foguista.

### Militancia política
Después del derrocamiento de Juan Domingo Perón se afilió al Partido Comunista, durante las presidencias de Eduardo Lonardi y Pedro Eugenio Aramburu, solía decir que pertenecía "al glorioso Partido Comunista", lo que le trajo complicaciones.

## Carrera artística

### Inicios
Se inició con la Orquesta de Herminio Giménez, cantando música paraguaya y en idioma guaraní.
En 1957 debutó en Radio Belgrano de Buenos Aires, consiguiendo que su interpretación de «El mensú» (de los hermanos Ramón Ayala y Vicente Cidade), se difundiera en las estaciones de radio.
Fue pionero del Festival Nacional de Cosquín en 1961, y fue un clásico, año tras año con conocidas composiciones como «Guitarra de medianoche», «Milonga para mi perro», «La guerrillera», «No sé por qué piensas tú», «Regalito» o «Si se calla el cantor».
Muchas de sus célebres composiciones musicales acompañaron las letras del gran poeta tucumano Juan Eduardo Piatelli, canciones como «Canción del perdón» o «No quisiera quererte», entre tantas otras.

### Debut en la actuación y dictadura militar
En 1972 filmó su primer largometraje Si se calla el cantor, con Olga Zubarry, sobre el triunfo de un cantante luego de malas experiencias.

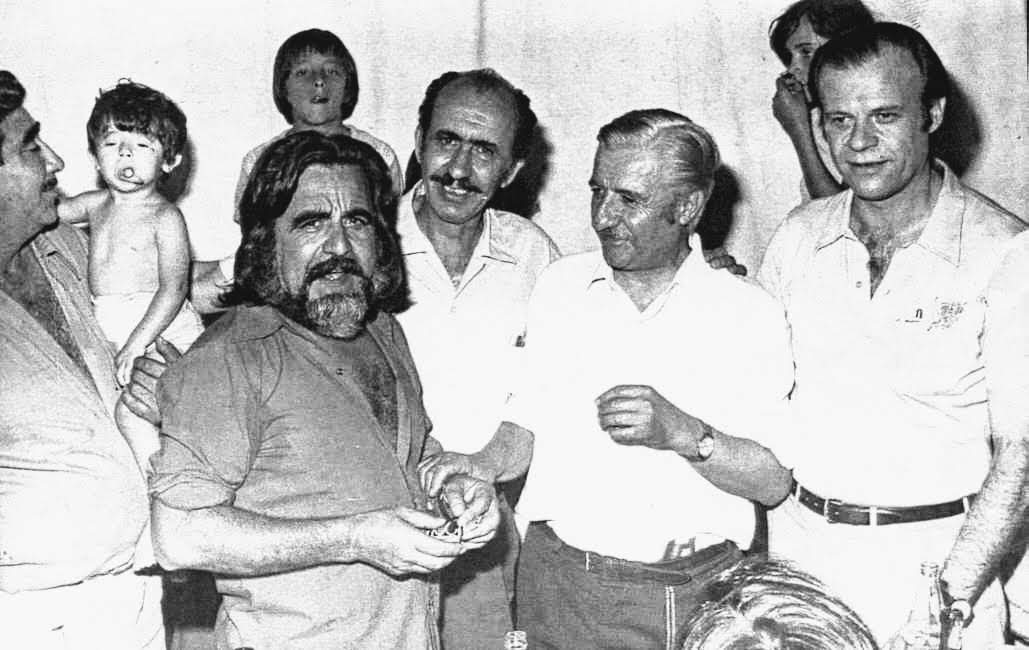
De izquierda a derecha Horacio Guarany y Jorge Canelles. En el margen, Agustín Tosco.

En 1974, dirigido por el mismo director Enrique Dawi, filmó La vuelta de Martín Fierro, con Onofre Lovero, un relato de la vida de José Hernández y de su obra.
Durante el mismo 1974 recibe amenazas de muerte, atentados con bombas, de parte del grupo parapolicial Triple A (Alianza Anticomunista Argentina), es conminado a abandonar el país en 48 horas, y en diciembre debe exiliarse, primero en Venezuela, luego en México y finalmente en España.
La dictadura militar hace desaparecer todos sus discos, además de censurar la difusión de algunas canciones como «La guerrillera» o «Coplera del prisionero», entre otras. Retorna en diciembre de 1978, y el 20 de enero de 1979 le ponen una bomba en su casa de la calle Manuel Ugarte, en Buenos Aires; decidió permanecer en Argentina, aunque debió realizar espectáculos solamente en el interior del país.
Con el retorno de la democracia, en diciembre de 1983, vuelve a brindar recitales y presentaciones televisivas. En 1989 apoyó la candidatura presidencial de Carlos Saúl Menem, que era su amigo personal. Afirmó haberle dicho: «Carlitos, yo sé que vos no nos vas a defraudar», y que de ahí salió la frase publicitaria que promovió a este político, pero en reiteradas ocasiones Guarany aclaró que no fue menemista ni apoyó las medidas  de los años noventa.

### Consagración y últimos años
En 1987 actuó en la Fiesta Nacional de la Tradición Frente al Mar en Miramar (Provincia de Buenos Aires).
En 1989 adquirió una finca en Luján, llamada Plumas Verdes, según explicación del propio artista en su libro de memorias (Memorias del cantor), llamada así porque queda «en el regocijo del loro», con mucha arboleda añosa y frutales. 
En 2002 condujo el programa Los cantores del camino junto a Roberto Rivero, emitido por Canal 7. En 2007 filma El grito en la sangre, dirigido por Fernando Musa y actuando junto a Abel Ayala, Florencia Otero y Roberto Vallejos. La película está basada en la novela Sapucay, del propio Guarany.
Siguió con su arte y oficio de cantar y de escribir aunque el 24 de octubre de 2009 dio su último recital en el Luna Park, pero solo se despidió de aquel local que lo viera más de veinte veces lleno en su carrera.
En febrero de 2012 realiza una tetralogía contando su vida en forma musical en el Teatro ND Ateneo de Buenos Aires, con cuatro conciertos.
En 2013 recibió su último premio como profesional, este fue otorgado por el Congreso de la Nación Argentina.

## Discografía (selección)

#### Álbumes de estudio
- 1957: Horacio Guarany
- 1958: Canta Horacio Guarany
- 1958: Folklore de gala
- 1960: Cantares Norteños
- 1962: Horacio Guarany
- 1962: Golpeando cantos
- 1963: Cuando el grito se hace canto
- 1964: Canta Martín Fierro (1964, primera edición).
- 1965: Pampa adentro
- 1965: Tajo largo
- 1966: El corralero
- 1966: Horacio Guarany canta a Martín Castro, miniálbum
- 1966: El grito macho de Horacio Guarany
- 1967: El hombre es pura arenita...
- 1967: ¡Viva Chile!
- 1968: Tierra caliente
- 1969: El gaucho
- 1970: El potro
- 1971: Ídolo del pueblo, editado en 1973 en España como Guitarra, vino y rosas
- 1971: Siempre
- 1972: El poeta de la amistad y el vino
- 1972: El toro
- 1972: Si se calla el cantor, banda de sonido de la película
- 1973: Recital a la vida
- 1974: Tiempo de amor y paz
- 1975: Horacio Guarany en España, editado en Argentina como Volveré en un canto
- 1975: Tiempo de amor y paz
- 1977: Luche, luche, disco originalmente editado en España
- 1980: Aquí en mi tierra
- 1981: De mis viejos tiempos
- 1981: Memorias del viento
- 1982: El mundo es un pañuelo
- 1983: Recital
- 1984: Cuando estábamos lejos
- 1985: Recital Luna Park 1984 en vivo, álbum doble
- 1986: Cencerros
- 1987: Por darme el gusto
- 1988: Entre gallos y medianoche
- 1989: De puro cantor nomás
- 1990: En vivo en el Ópera, álbum doble
- 1992: El loco de la guerra, originalmente en casete
- 1993: Cantor
- 1994: Lo mejor de Guarany en vivo
- 1995: Ídolo de multitudes
- 1995: La voz del pueblo
- 1996: Eternamente
- 1996: 40 años con el canto
- 1997: Cartas
- 1999: Por los siglos de los siglos cantor
- 2002: Canta al Paraguay
- 2003: Cantor de cantores

#### Compilados
- 1968: Los más grandes éxitos de Horacio Guarany
- 1970: El cantor del pueblo (Selección dorada)
- 1971: Hombre y cantor
- 1973: Serie popular
- 1975: Amor, miedo y soledad
- 1979: Lo mejor de Horacio Guarany
- 1980: Serie Grandioso
- 1987: Canciones de amor
- 1988: Canciones de amor volumen II
- 1990: Guitarra de medianoche
- 1990: Horacio Pueblo Guarany
- 1992: 60 minutos con Horacio Guarany
- 1993: 20 grandes éxitos, Vol. 1 y 2
- 1994: Zambas inolvidables y una canción al vino
- 1996: Aquí me pongo a cantar
- 1997: Adiós amada
- 2006: Gracias país, caja con 5 CD
- 2007: Con mis amigos

Con César Isella:
- 1966: Padre del carnaval / Se lo llevó el carnaval, sencillo

Con Mercedes Sosa:
- 1973: Si se calla el cantor / Guitarra de medianoche, sencillo
- 1974: Recital al cantor / Canoítas tristes, sencillo

 Con Enrique Llopis
- 1998: Cantor enamorado

Con Soledad Pastorutti:
- 2002: Sole y Horacio juntos por única vez

Con Chaqueño Palavecino: en el festival de Doma y Folklore de Jesús María 
- jazminero azul , sencillo
- Si se Calla el Cantor/ Piel Morena , sencillo
- volver en vivo  , sencillo

## Novelas
- El loco de la guerra
- Las cartas del silencio
- Sapucay
- El indio sin malon (En el primetime del Canal 9 de Alejandro Romay)
- Memorias del cantor, autobiografía.

## Filmografía
Intérprete
- El grito en la sangre (2012) como Don Chusco
- La vuelta de Martín Fierro (1974) como Martín Fierro
- Si se calla el cantor (1973)
- Argentinísima (1972) dir. Fernando Ayala y Enrique Olivera

Guionista
- El grito en la sangre (2012)

Televisión
- Los cantores del camino (Canal 7 - 2002) como presentador

Música
- El grito en la sangre (2012)
- La vuelta de Martín Fierro (1974)
- Si se calla el cantor (1973)